# Zlatko Dračić
Zlatko Dračić nadimak Kićo (17. studenog 1940.), nogometaš i diplomirani ekonomist. Kao nogometaš bio je vođa navale, prodoran, te dobar tehničar preciznog udarca.

## Nogometna karijera
Nastupao za NK Zagreb od 1957. godine. U prvoj ligi bio je uspješan u navali s Mladenom Wachom i Stankom Bubnjem. Bio je najbolji strijelac prvenstva 1964./65. godine postigavši 23 pogotka u 26 utakmica. 1968. godine igra kratko za argentinski Independiente, te nizozemski Zwolle (1968./69.) i belgijski KSV Sottegem (1969./70.). Za jugoslavensku reprezentaciju nastupio je jednom 1965. godine u Moskvi protiv SSSR-a (0:0). Od 1983. do 1986. godine bio je dopredsjednik NK Zagreba, a od 1989. do 1999. godine direktor kluba. 